# جاده ۱۵ (ایران)
جاده ۱۵، جاده‌ای در کردستان ایران است که کرمانشاه را به پاوه، مریوان و سقز متصل می‌کند. قسمت‌هایی از جادهٔ مریوان-سقز آسفالت نشده‌است ولی در حال ساخت است.

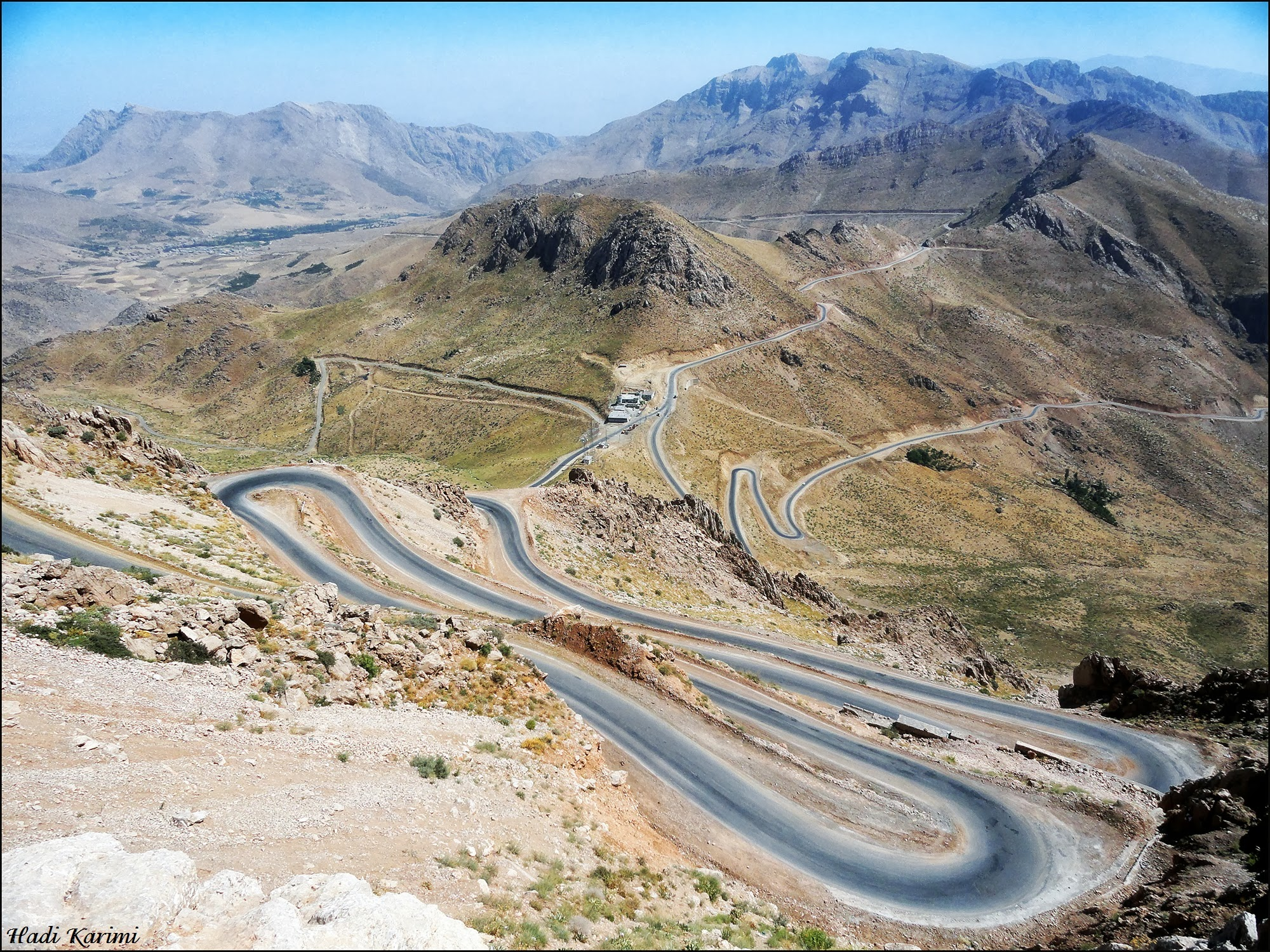
جادهٔ پاوه–مریوان